# Vlnky Daubechies

Daubechiesové vlnka se 2 nulovými momenty

Daubechiesové vlnky (vlnky Daubechies) jsou rodinou ortogonálních vlnek pojmenovaných podle jejich objevitelky, belgické fyzičky a matematičky Ingrid Daubechies. Používají se při diskrétní vlnkové transformaci, nemají explicitní vyjádření a jejich konstrukce je složitá.

Rodina Daubechiesové vlnek je zajímavá tím, že vlnky mají známý počet nulových momentů. Jsou konstruovány tak, že na dané délce nosiče {\displaystyle N-1} mají právě maximální počet nulových momentů {\displaystyle p}. Důsledkem toho je tato vlnka ortogonální na polynomy až do stupně {\displaystyle p-1} (vlnková transformace bude v odpovídajících místech nulová). Tato vlastnost činí vlnky vhodnými k použití v aplikacích potlačení resp. získání polynomiální části signálu. Další aplikací je použití vlnky jako derivátoru (parciálního diferenciálního operátoru) daného řádu {\displaystyle p} pro detekci nespojitostí v signálu a jeho derivacích.
Vlnka řádu {\displaystyle 1} (s jedním nulovým momentem) se také nazývá Haarova vlnka.
Vlastnosti
- asymetrické (až na {\displaystyle p=1})
- ortogonální, biortogonální
- délka filtrů (počet koeficientů) {\displaystyle N=2p}
- kompaktní nosič délky {\displaystyle N-1=2p-1}
- vlnky {\displaystyle \psi } mají {\displaystyle p} nulových momentů

## Výpočet koeficientů
Koeficienty škálovací funkce (dolní propusti {\displaystyle H_{0}} při použití ortogonální banky filtrů) musejí splňovat následující podmínky.
Normalizace:
{\displaystyle \sum _{n=0}^{N-1}h_{0}[n]={\sqrt {2}}} nebo {\displaystyle \sum _{n=0}^{N-1}h_{0}[n]=2} (pak je třeba výsledné koeficienty podělit hodnotou {\displaystyle {\sqrt {2}}})
z čehož plyne
{\displaystyle \sum _{n=0}^{N-1}(h_{0}[n])^{2}=1} nebo {\displaystyle \sum _{n=0}^{N-1}(h_{0}[n])^{2}=2} (pak je třeba výsledné koeficienty podělit hodnotou {\displaystyle {\sqrt {2}}})
Ortogonalita:
{\displaystyle \sum _{n=0}^{N-1}h_{0}[n]h_{0}[n-2k]=0} pro {\displaystyle k\not =0}
Nulovost momentů (uhlazenost, podmínka dolní propusti, regulárnosti):
{\displaystyle \sum _{n=0}^{N-1}(-1)^{n}h_{0}[n]n^{m}=0} pro {\displaystyle 0\leq m<N/2}
Existuje více řešení (je ovšem třeba odlišit dolní propust od horní).
Vlnky se označují jako Dx, kde x je buď počet koeficientů ({\displaystyle N}) nebo počet nulových momentů ({\displaystyle p}), tedy např. D8 může být vlnka s 8 koeficienty (a čtyřmi nulovými momenty).

## Příklad
Výpočet vlnky se 4 koeficienty (označované jako D4) v MATLABu (místo {\displaystyle h_{0}} je použito pouze značení {\displaystyle h}):
```
t
 
=
 
solve
(

	
'h0*h0 + h1*h1 + h2*h2 + h3*h3 = 1'
,
 
% normalizace

	
'h2*h0 + h3*h1 = 0'
,
 
% ortogonalita

	
'+(0^0)*h0 -(1^0)*h1 +(2^0)*h2 -(3^0)*h3 = 0'
,
 
% nulovost nultého

	
'+(0^1)*h0 -(1^1)*h1 +(2^1)*h2 -(3^1)*h3 = 0'
 
% a prvního momentu (podmínky uhlazenosti)

);

r
=
length
(
t
.
h0
);
 
% počet řešení

s
=[
1
:
r
];
 
eval
(
 
[
t
.
h0
(
s
)
 
t
.
h1
(
s
)
 
t
.
h2
(
s
)
 
t
.
h3
(
s
)]
 
)
 
% zobrazit řešení

```

Řešení (pouze dolní propusti):
| h0                 | h1                | h2                | h3                 |
| ------------------ | ----------------- | ----------------- | ------------------ |
| −0.129409522551260 | 0.224143868042014 | 0.836516303737808 | 0.482962913144534  |
| 0.482962913144534  | 0.836516303737808 | 0.224143868042014 | −0.129409522551260 |